# Jay Inslee
Jay Robert Inslee, född 9 februari 1951 i Seattle, Washington, är en amerikansk demokratisk politiker. Han var Washingtons guvernör från 2013 till 2025.
Inslee gick i Ingraham High School i Seattle. Han studerade vid Stanford University 1969–1970. Han avlade 1972 grundexamen vid University of Washington. Han avlade sedan 1976 juristexamen vid Willamette University.
Inslee representerade delstaten Washingtons fjärde valkrets i USA:s representanthus 1993–1995. Kongressledamoten Sid Morrison kandiderade inte till omval i kongressvalet 1992. Inslee vann valet och efterträdde Morrison i representanthuset i januari 1993. Han kandiderade två år senare till omval men förlorade mot republikanen Doc Hastings.
Inslee förlorade i demokraternas primärval inför guvernörsvalet 1996 mot Gary Locke. Han besegrade sedan sittande kongressledamoten Rick White i kongressvalet 1998. Inslee representerade Washingtons första valkrets 1999–2013.
Den 1 mars 2019 meddelade Inslee att han kandiderade i det amerikanska presidentvalet år 2020. Inslees presidentkampanj fokuserade på klimatförändringar och miljöfrågor. Den 21 augusti 2019 avbröt han sin presidentkampanj.